# Chevrolet Lumina

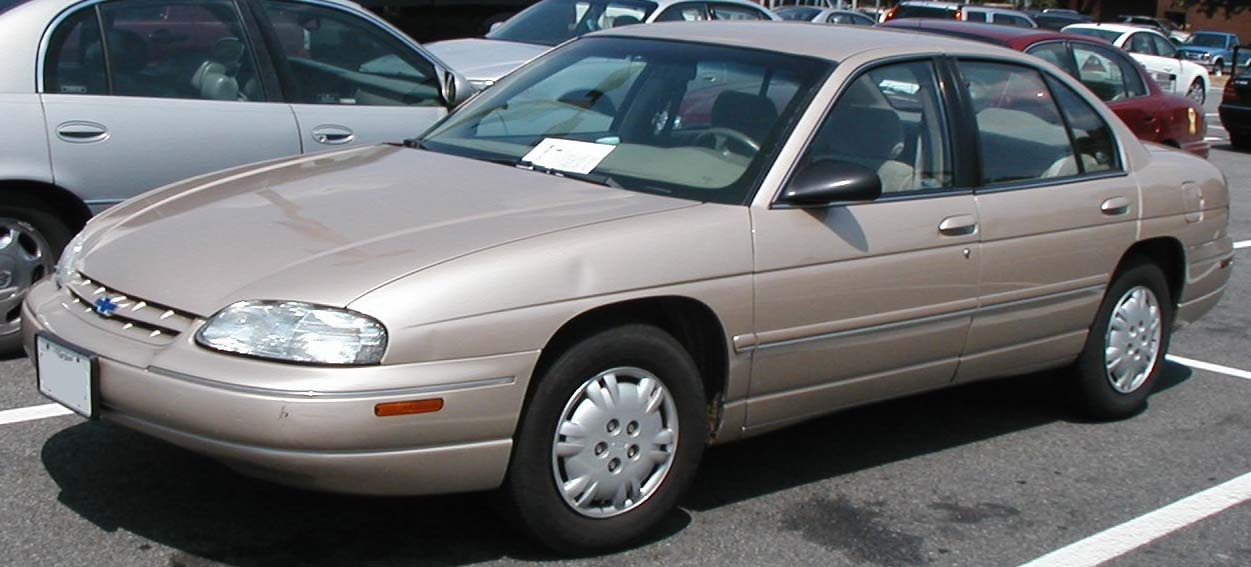
Chevrolet Lumina del 1995-2001

El Chevrolet Lumina és un vehicle de tipus mid size fabricat per Chevrolet, una divisió de General Motors per substituir als models Celebrity i Monte Carlo de Chevrolet, fabricat a Oshawa, Ontario els anys 1990 al 2001.
Des del 1989, el Lumina va ser el model que va usar Chevrolet a la NASCAR.

## Primera generació (1990-1994)

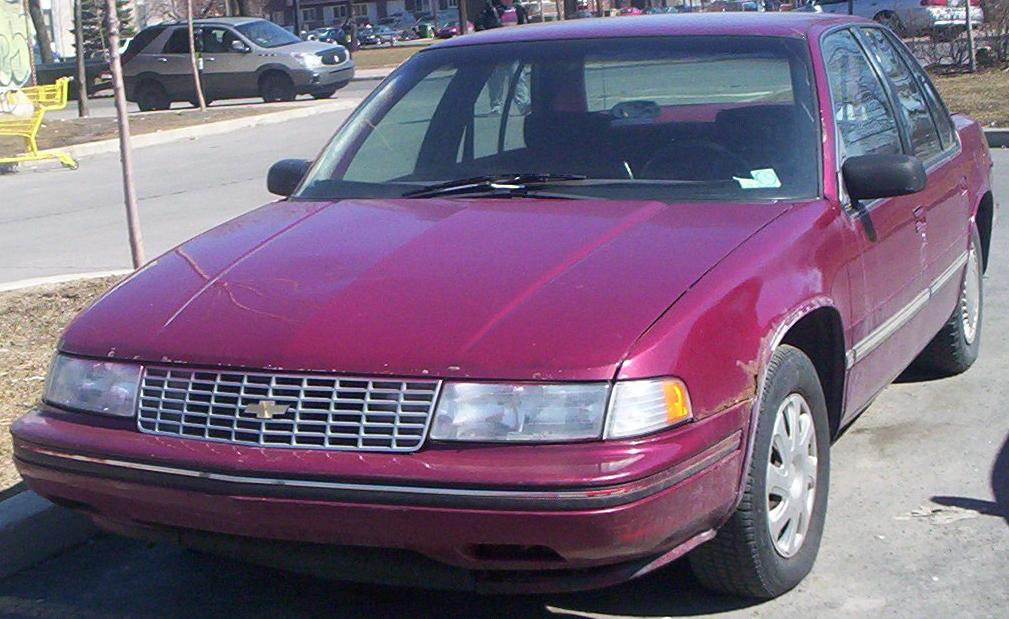
Chevrolet Lumina del 1990-1991

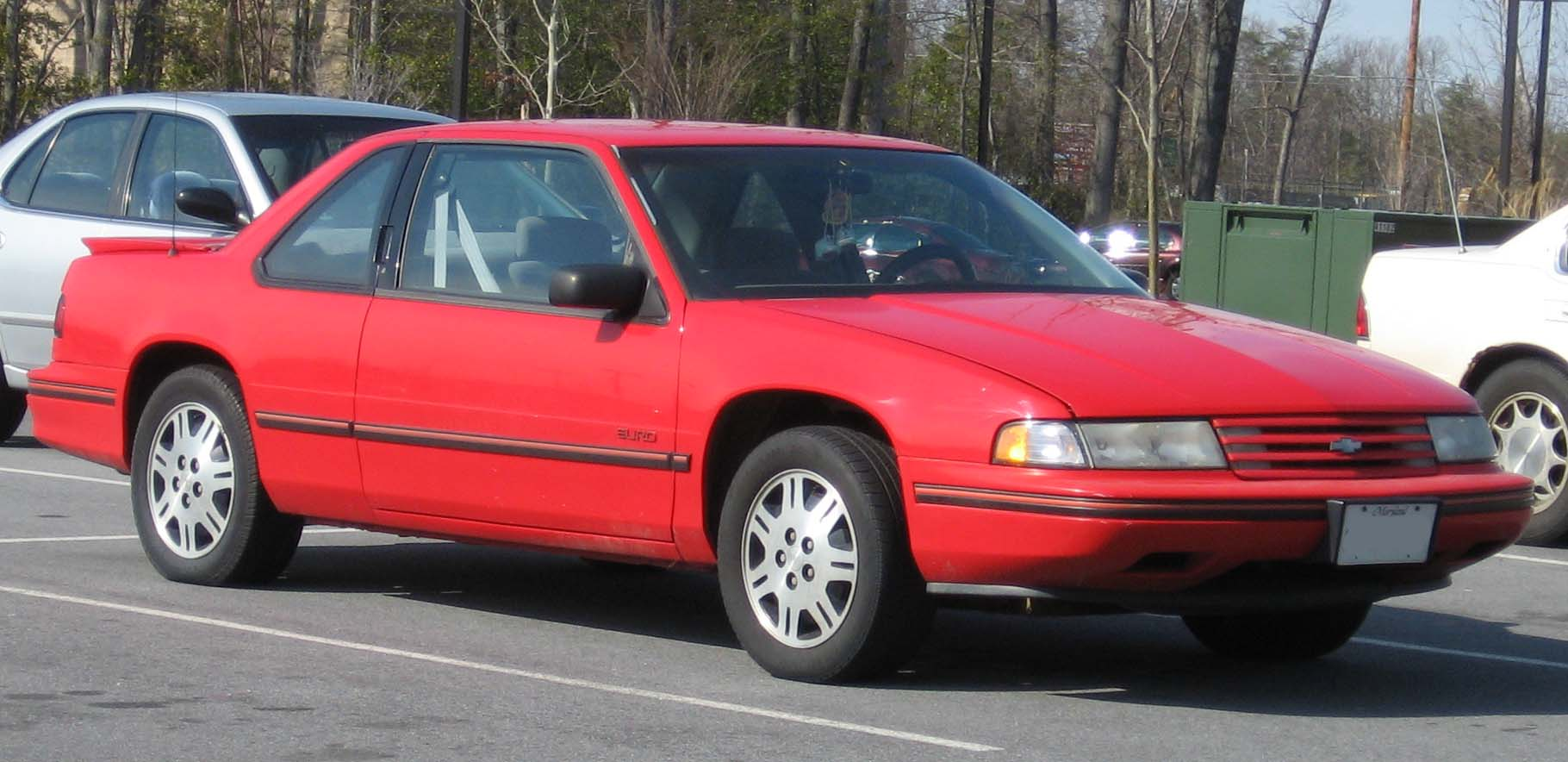
Chevrolet Lumina Coupe del 1991-1994

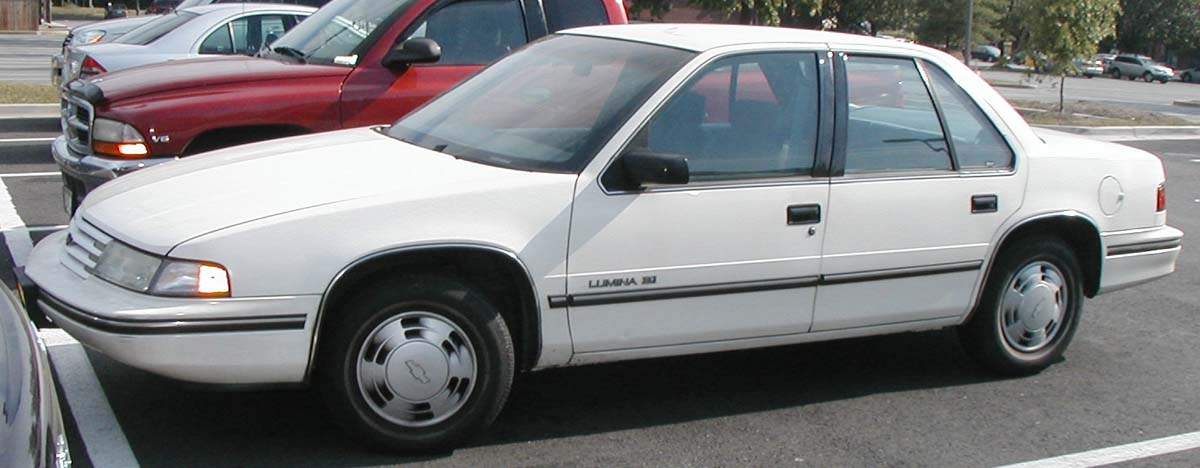
Chevrolet Lumina del 1990-1994

Construït sota el xassís W, que compartia amb el Pontiac Grand Prix, Oldsmobile Cutlass Supreme, Oldsmobile Intrigue, Buick Regal i Buick Century, podia elegir-se amb carrosseries coupé de 2 portes i sedan de 4 portes. El Lumina podia oferir espai per a 6 persones, i es va crear per competir amb el seu principal rival, el Ford Taurus.
Dimensions del Lumina:
Batalla (Wheelbase): 2,730 m (107.5 in)
Llargada (Length): 5,036 m (198.3 in)
Amplada (Width): 1,821 m (71.7 in); 1,803 m (71.0 in versió sedan)
Alçada (Height): 1,353 m (53.3 in); 1,361 m (53.6 in versió sedan)
Capacitat del dipòsit: 62 l (16,5 galons EUA)
Els paquets d'equipament eren dos:
- Base, que inclou direcció assistida, frens de disc a les quatre rodes i llantes de 14"
- Euro, més esportiu, afegeix sobre el base, suspensions esportives, llantes de 15 o 16" i aire condicionat.
- Z34, que apareix el 1991, és la versió del Lumina era la que tenia majors prestacions, així com un paquet de suspensions específic, una carrosseria personalitzada i un motor 3,4 L de 210 cv.

El 1992 l'ABS esdevé disponible per a l'Euro i el Z34 i el motor 3,4 L de 200 cv esdevé disponible per als Euro, associats a una caixa automàtica de quatre velocitats. L'any següent, el motor 2,2 L substitueix al 2,5 L en els Lumina Base, i tots els coupé de dues portes equipen motors V6. El 1994, desapareix el 2,2 L, oferint-se únicament motors V6.
En transmissions, podia elegir-se entre una manual de cinc velocitats i tres automàtiques: una de tres velocitats THM 125 i una de quatre velocitats 4T60 i 4T60-E.
El Lumina té com a rivals el Ford Taurus, Dodge Intrepid i Nissan Maxima.

## Segona generació (1995-2001)

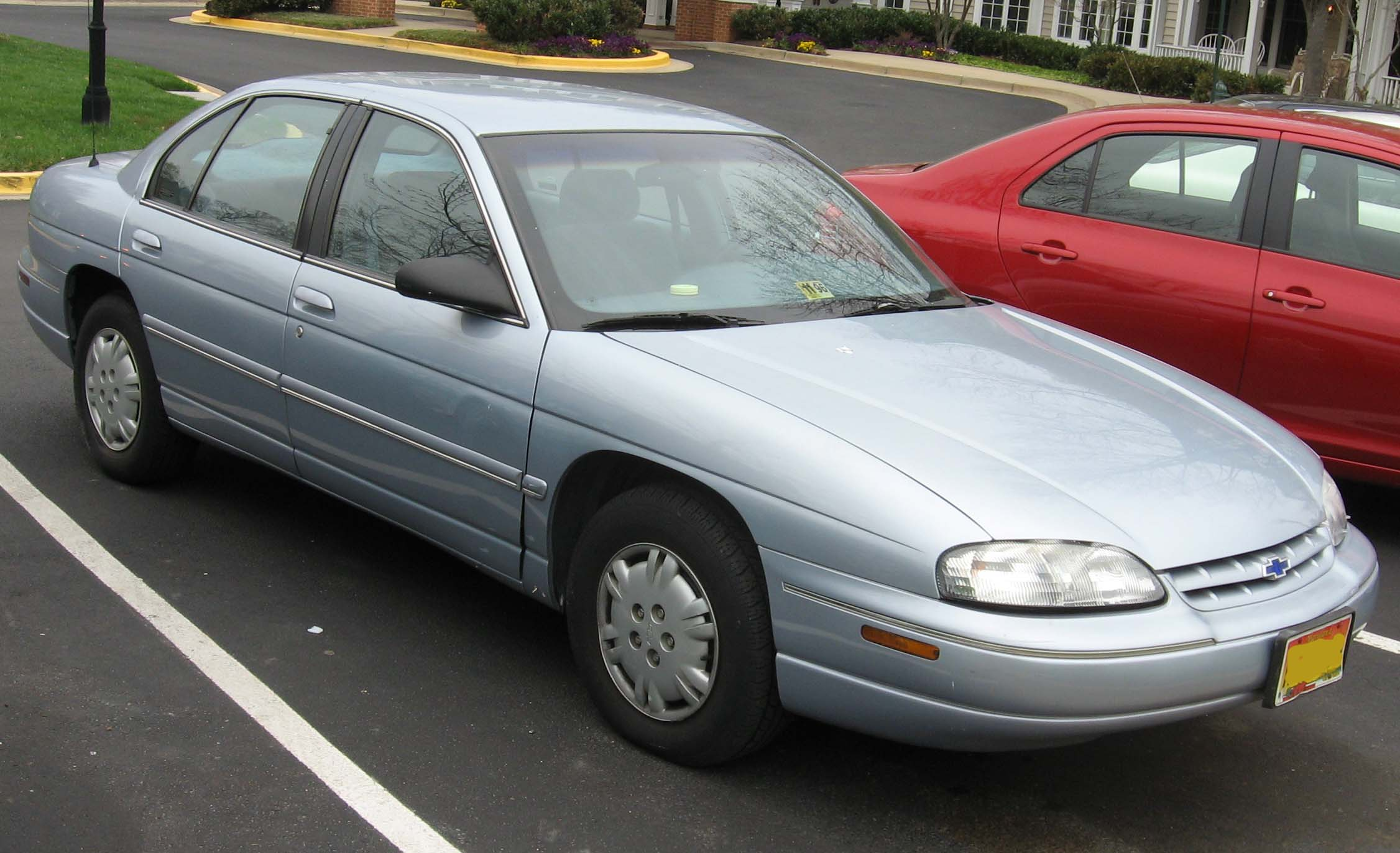
Chevrolet Lumina del 1995-2001

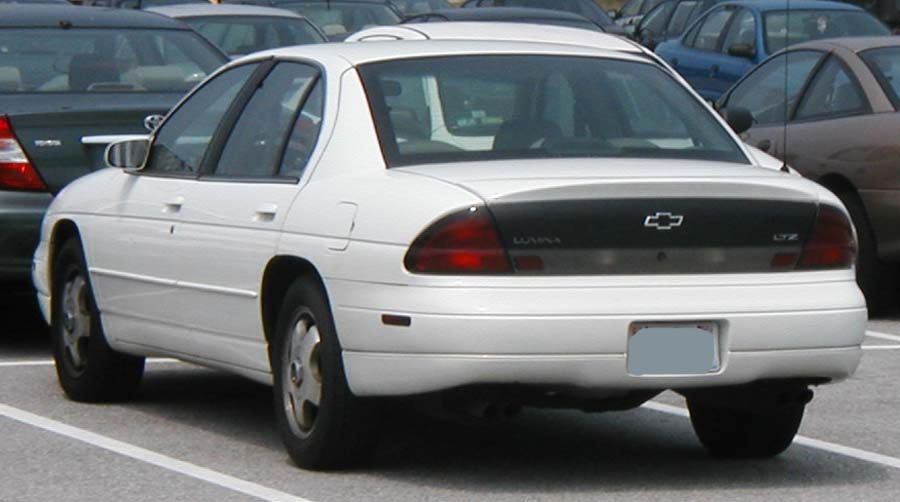
Part posterior del Chevrolet Lumina LTZ del 1995-2001

El Lumina rep un restyling més important i el Monte Carlo va tornar-se a vendre's; conseqüentment, la versió coupé de 2 portes desapareix, així com la versió Euro, substituït pel paquet LS.
El motor 3,1 LH0 va ser substituït pel 3,1 L82, conegut com a "3100 SFI". El Lumina va ser venut també per a taxistes i policies, després que el 1996 desaparegués el Chevrolet Caprice. El 1997 es presenta el paquet LTZ, que inclou llantes d'aliatge i un motor 3,4 L V6, que serà substituït l'any següent per un motor 3,8 L V6.
Dimensions del Lumina:
Batalla (Wheelbase): 2,730 m (107.5 in)
Llargada (Length): 5,102 m (200.9 in)
Amplada (Width): 1,841 m (72.5 in)
Alçada (Height): 1,366 m (53.8 in)
Capacitat del dipòsit: 65 l (17,1 galons EUA)
Mecànicament, el Lumina equipa els següents motors:
- (1995-2001) 3,1 L Motor 3100 SFI de 160 a 175 cv.
- (1995-1997) 3,4 L Motor 60-Degree V6 de 210 a 215 cv.
- (1997-1999) 3,8 L 3800 V6 Sèrie II de 200 cv.

En transmissions, podia elegir-se únicament automàtiques de 4 velocitats 4T60-E i 4T65-E.
El 2000 va ser l'últim any en comercialitzar-se el Lumina: únicament podia elegir-se amb els paquets Base i LS, associats a un motor 3,1 L V6 que passa dels 160 cv a 175 cv.
El Lumina va deixar-se de fabricar al 26 d'abril del 2001. Tot i vendre's el model 2001, aquests anaven dirigits exclusivament a flotes (taxis per exemple). El Chevrolet Impala el va substituir.
Rivals del Lumina són el Ford Taurus o l'Honda Accord.

## Informació mediambiental
El Chevrolet Lumina del 1994 amb un motor 3.1L Motor 60-Degree V6 LH0 i una transmissió automàtica de 4 velocitats té un consum de 19 mpg ciutat / 29 mpg carretera l'equivalent a 8,1 l/100 carretera i 12,4 l/100 per ciutat. Sobre emissions, el Celebrity emet 8,2 tones de CO₂ a l'atmosfera anualment.
El Chevrolet Lumina del 2001 amb un motor 3,1 L Motor 3100 SFI i una transmissió automàtica de quatre velocitats té un consum de 20 mpg ciutat / 29 mpg carretera l'equivalent a 8,1 l/100 carretera i 11,8 l/100 per ciutat. Sobre emissions, el Celebrity emet 7,8 tones de CO2 a l'atmosfera anualment.